# 張瀛太
張瀛太（1965年—），台灣作家，國立台灣大學中國文學博士，國立臺灣科技大學人文社會學院人文社會學科特聘教授。2015年，她獲得蘭諾克斯·羅賓森文學獎（Lennox Robinson Literary Award）。

## 爭議事件
張瀛太於2003年《聯合報》文學獎的得獎作〈雨林，今夜如此美麗〉，被徐仁修指證歷歷抄襲其《赤道無風》與《月落蠻荒》，而最後在張瀛太承認因不察而抄襲，《聯合報》刊出聲明取消其得獎資格而落幕。